# Dalea attenuata
Dalea attenuata là một loài thực vật có hoa trong họ Đậu. Loài này được (Rydb.) R.S. Cowan miêu tả khoa học đầu tiên năm 1954.